# Oost-Aziatisch kampioenschap voetbal
Het Oost-Aziatisch kampioenschap voetbal (ook als Oost-Aziëcup bekend) is een voetbaltoernooi voor nationale landenteams annex territoriumteams in de regio Oost-Azië en wordt georganiseerd door de Oost-Aziatische voetbalbond (EAFF, East Asian Football Federation).
De EAFF werd in 2002 opgericht en in 2003 werd het eerste kampioenschap georganiseerd, nog alleen voor mannenelftallen. Vanaf de tweede editie voor de mannen werd er tegelijkertijd ook een vrouwentoernooi georganiseerd, telkens in hetzelfde gastland.
In 1990, 1992, 1995 en 1998 werd de Dynasty Cup georganiseerd, een mini-toernooi tussen vier Oost-Aziatische landen, en die als voorloper van dit kampioenschap kan worden gezien.

## Deelname
Deelname is mogelijk voor de tien bij de EAFF aangesloten voetbalbonden. De nationale elftallen zijn tevens aangesloten bij de AFC en de FIFA, als territorium van de Verenigde Staten is dit voor de Noordelijke Marianen, sinds 2008 volwaardig lid van de EAFF, niet mogelijk.
Voor het mannentoernooi zijn China, Japan en Zuid-Korea vrijgesteld voor de kwalificatieronden en komen direct uit in de eindronde van de toernooien.

## Overzicht ereplaatsen

### Mannen
1990-1998 is Dynasty Cup
| Editie | Gastland   | 1e         | 2e         | 3e          | 4e          |
| ------ | ---------- | ---------- | ---------- | ----------- | ----------- |
| 1990   | China      | Zuid-Korea | China      | Noord-Korea | Japan       |
| 1992   | China      | Japan      | Zuid-Korea | Noord-Korea | China       |
| 1995   | Hongkong   | Japan      | Zuid-Korea | Hongkong    | China       |
| 1998   | Japan      | Japan      | China      | Zuid-Korea  | Hongkong    |
|        |            |            |            |             |             |
| 2003   | Japan      | Zuid-Korea | Japan      | China       | Hongkong    |
| 2005   | Zuid-Korea | China      | Japan      | Noord-Korea | Zuid-Korea  |
| 2008   | China      | Zuid-Korea | Japan      | China       | Noord-Korea |
| 2010   | Japan      | China      | Zuid-Korea | Japan       | Hongkong    |
| 2013   | Zuid-Korea | Japan      | China      | Zuid-Korea  | Australië   |
| 2015   | China      | Zuid-Korea | China      | Noord-Korea | Japan       |
| 2017   | Japan      | Zuid-Korea | Japan      | China       | Noord-Korea |
| 2019   | Zuid-Korea | Zuid-Korea | Japan      | China       | Hongkong    |
| 2022   | Japan      | Japan      | Zuid-Korea | China       | Hongkong    |
| 2025   | Zuid-Korea | Japan      | Zuid-Korea | China       | Hongkong    |

### Vrouwen
| Editie | Gastland   | 1e          | 2e          | 3e         | 4e             |
| ------ | ---------- | ----------- | ----------- | ---------- | -------------- |
| 2005   | Zuid-Korea | Zuid-Korea  | Noord-Korea | Japan      | China          |
| 2008   | China      | Japan       | Noord-Korea | China      | Zuid-Korea     |
| 2010   | Japan      | Japan       | China       | Zuid-Korea | Chinees Taipei |
| 2013   | Zuid-Korea | Noord-Korea | Japan       | Zuid-Korea | China          |
| 2015   | China      | Noord-Korea | Zuid-Korea  | Japan      | China          |
| 2017   | Japan      | Noord-Korea | Japan       | China      | Zuid-Korea     |
| 2019   | Zuid-Korea | Japan       | Noord-Korea | China      | Chinees Taipei |
| 2022   | Japan      | Japan       | China       | Zuid-Korea | Chinees Taipei |
| 2025   | Zuid-Korea |             |             |            |                |